# Свято-Пантелеймонівський жіночий монастир
Свято-Пантелеймонівський жіночий монастир — монастир у Феофанії, Київ. Належить УПЦ МП.

## Історія
1800 року вікарій Київського митрополита, єпископ Феофан Шиянов зацікавився місцевістю, яка на той час називалася Лазарєвщиною. Того ж року розпочинається будівництво заміського будинку вікарія та храму на честь Архістратіга Михаїла. Будівництво було завершено 1803 року. Тодішній Київський митрополит Гавріїл благословив називати місцевість Феофанією. Окрім храму та будинку вікарія у Феофанії були також збудовані приміщення для братії та господарські споруди.
1861 року був заснований монастир.
У 1865 році розпочалося будівництво нового літнього будинку для вікарія, а в 1867 році, на місці старого будинку, збудована нова кам'яна церква в ім'я Всіх Святих.
1 липня 1901 року рішенням Святійшого Синоду чернечий гуртожиток «Феофанія» перетворювався на общежительний чоловічий скит з припискою оного до Києво-Михайлівського Златоверхого монастиря. До цього Феофанія була монастирським хутором при заміському будинку-дачі настоятеля Михайлівського монастиря і повинна була існувати залежно від монастиря.
1905 року закладений великий Пантелеймонівський собор, архітектор Євген Єрмаков. Будівництво завершилось у 1914 році.
На початку XX сторіччя у Феофанії було 22 ченці та до 70 послушників. У скиті було 4 храми: Чуда Архангела Михаїла, Всіх Святих, Володимирської ікони Божої Матері і новозбудований собор вмч. Пантелеймона.
Після початку окупації СРСР, в 1920-х роках у частині монастиря створили дитячий будинок, а у 1930-х монастир припинив існування. Богослужіння відновилися під час Другої світової війни. Під час війни був ушкоджений Пантелеймонівський собор.
Після війни будівлі монастирю передані Інституту механіки Академії наук України.
1990 року комплекс переданий УПЦ МП. 1993 заснований скит Києво-Покровського жіночого монастиря. 2002 року скит перетворений на самостійний монастир.
27 травня 2022 року у монастирі пройшов Собор УПЦ МП, що мав внести зміни до статуту про управління, направлені на самостійність УПЦ МП, засудження позицію Московського патріарха Кирила щодо російської агресії проти України, проголошено заклик до діалогу з Православною церквою України, але його текст опубліковано не було. За пів року, 18 грудня 2022 року, через значний суспільний інтерес до події, документи було опубліковано на сайті Держетнополітики у супроводі з листом від керівників УПЦ МП 12 грудня 2022 року.